# 沃叙波利尼
沃叙波利尼（法語：Vaux-sur-Poligny，法語發音：[vo syʁ pɔliɲi]，意为“波利尼上方的沃”）是法国汝拉省的一个市镇，属于隆斯勒索涅区。

## 地名
与通常在法语地名中表示“在……河畔”之意的“sur”不同，该地名Vaux-sur-Poligny中的“sur”意为“在……上方”，表示名为沃（Vaux）的该地与波利尼（Poligny）的位置关系，并以“波利尼上方的沃”之名区分其他的“沃”，且事实上在该地附近也并无“波利尼河”存在。

## 地理
沃叙波利尼（46°49'39"N, 5°43'23"E）面积1.26 平方千米，位于法国勃艮第-弗朗什-孔泰大區汝拉省，该省份为法国东部内陆省份，北起上索恩省，西北接科多尔省，西临索恩-卢瓦尔省，南至安省，东与杜省和瑞士接壤。
与沃叙波利尼接壤的市镇（或旧市镇、城区）包括：波利尼、巴尔泰讷、绍瑟南。
沃叙波利尼的时区为UTC+01:00、UTC+02:00（夏令时）。

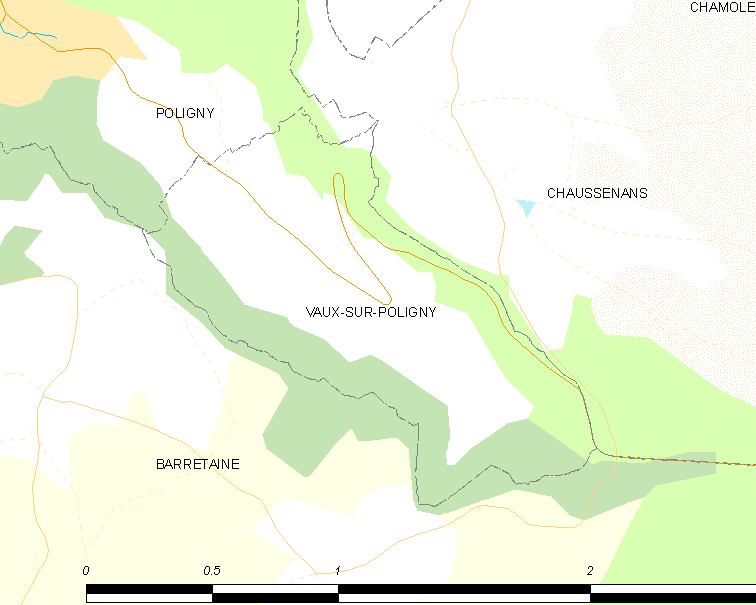
沃叙波利尼的OSM定位图

## 行政
沃叙波利尼的邮政编码为39800，INSEE市镇编码为39548。

## 政治
沃叙波利尼所属的省级选区为波利尼县。

## 人口

1962-2008年间沃叙波利尼人口变化图示

沃叙波利尼于2022年1月1日时的人口数量为82人。